# Campeonato Paranaense de Futebol de 1923
O Campeonato Paranaense de 1923 foi a nona edição do campeonato estadual, teve nove participantes, com a estréia do Universal de Curitiba, e do Operário Ferroviário Esporte Clube de Ponta Grossa, o Britânia Sport Club, conquistou o hexa-campeonato, batendo na final o time do Operário. O campeonato terminou no ano de 1924, e no 5° Torneio Inicio o Britânia SC ganhou no dia 1 de Abril. 

## Clubes Participantes
| Equipe                             | Cidade       | Região                           | No ano anterior | Estádio | Capacidade | Títulos                       | Participações |
| ---------------------------------- | ------------ | -------------------------------- | --------------- | ------- | ---------- | ----------------------------- | ------------- |
| Britânia Sport Club                | Curitiba     | Região Metropolitana de Curitiba | Campeão         | --      | --         | 5 (1918, 1919,1920,1921,1922) | 9             |
| Coritiba Foot Ball Club            | Curitiba     | Região Metropolitana de Curitiba | Oitavo Lugar    | --      | --         | 1 (1916)                      | 9             |
| Internacional Futebol Clube        | Curitiba     | Região Metropolitana de Curitiba | Terceiro Lugar  | --      | --         | 1 (1915)                      | 8             |
| Paraná Sport Club                  | Curitiba     | Região Metropolitana de Curitiba | Quarto Lugar    | --      | --         | 0 (não possui)                | 6             |
| Savóia Futebol Clube               | Curitiba     | Região Metropolitana de Curitiba | Segundo Lugar   | --      | --         | 0 (não possui)                | 4             |
| Palestra Itália Futebol Clube      | Curitiba     | Região Metropolitana de Curitiba | Sexto Lugar     | --      | --         | 0 (não possui)                | 3             |
| Campo Alegre Esporte Clube         | Curitiba     | Região Metropolitana de Curitiba | Sétimo Lugar    | --      | --         | 0 (não possui)                | 2             |
| Operário Ferroviário Esporte Clube | Ponta Grossa | Microrregião de Ponta Grossa     | Estreante       | --      | --         | 0 (não possui)                | 1             |
| Universal Esporte Clube            | Curitiba     | Região Metropolitana de Curitiba | Estreante       | --      | --         | 0 (não possui)                | 1             |

- 1° Lugar Britânia Sport Club
- 2° Lugar Operário Ferroviário Esporte Clube
- 3° Lugar Palestra Itália Futebol Clube
- 4° Lugar Coritiba Foot Ball Club
- 5° Lugar Savóia Futebol Clube
- 6° Lugar Paraná Sport Club
- 7° Lugar Campo Alegre Esporte Clube
- 8° Lugar Internacional Futebol Clube
- 9° Lugar Universal Esporte Clube

## Regulamento
No 1° Turno todos os times da capital jogaram entre si apenas uma vez, os quatro classificados Britânia SC, Palestra Itália, Coritiba  e Savoia, jogaram o 2° turno entre si, apenas uma vez, o campeão do quadrangular final, Britânia, disputou com o ganhador de Ponta Grossa o Operário Ferroviário a decisão. 

## Campeão
| Campeonato Paranaense de 1923 |
| ----------------------------- |
| Britânia Sport Club 6° Título |